# Charlieville
Charlieville es una localidad de Trinidad y Tobago, que forma parte del borough de Chaguanas.

## Geografía
La localidad abarca parte de la isla Trinidad y limita al norte con Bejucal (San Juan-Laventille), al sur con St. Charles Village, al este con Munroe Settlement, Jerningham Junction y Endeavour Village y al oeste con Felicity.

## Demografía
Datos demográficos de la localidad de Charlieville:
| Gráfica de evolución demográfica de Charlieville entre 2000 y 2011 |
|                                                                    |